# Abbema
Abbema is een geslacht oorspronkelijk afkomstig uit Friesland dat enkele predikanten, militairen en bestuurders voortbracht. Het geslacht Abbema werd eind 19de eeuw opgenomen in het Stam- en Wapenboek van A.A. Vorsterman van Oijen.    

## Enkele telgen
- ds. Frederik Abbema, stamvader van het geslacht Abbema en in 1619 predikant te Oudewater
  - ds. Johan Frederik Abbema (1610-1659) predikant van beroep, eerst te Vianen daarna op Amboina en Ternate
    - Sybrand Frederik Abbema (1637-1684) extra-ordinair raad en directeur van Surrate
      - Jan Frederik Abbema (1709-1766) luitenant-kolonel der infanterie
        - Jan Frederik Abbema (1771-1820) ging in militaire dienst, werkte aan het Ministerie van Oorlog
          - mr. Jan Frederik Abbema (1784-1853) ''auditeur des konings'', kabinet secretaris en ''ontvanger der registratie'' van Amsterdam